# Anouk (périodique)
Pour les articles homonymes, voir Anouk.
Anouk est une revue de bande dessinée de petit format de l'éditeur Jeunesse et vacances, parue en 47 numéros de juillet 1967 à août 1974.
Le nom de la revue est une référence à l'actrice Anouk Aimée très populaire à cette époque.
Certaines sources indiquent 52 numéros pour cette revue, mais il semble qu'il n'y en ait que 47.[réf. nécessaire]

## Les séries
- À l'école de l'aventure
- Anouk
- Croisière surprise (Marijac et Christian Gaty)
- Eva
- Je veux être infirmière
- La fille du boucanier (Marijac et Dut)
- La Reine des Caraïbes
- Le Coin des surprises
- Perle l'agent fantôme
- Policiers en herbe
- Pétula Rock
- Trois filles à l'Ouest (Marijac & Dut)